# Friedrich Merzbacher
Friedrich Merzbacher (* 5. Mai 1923 in Würzburg; † 22. April 1982 ebenda) war ein deutscher Rechtswissenschaftler, Historiker und Hochschullehrer.

## Leben
Friedrich Merzbacher war Sohn eines Kartographen und Kunstmalers und der Neffe des Holzbildhauers Philipp Merzbacher (1887–1969). Er absolvierte 1942 das Abitur und leistete anschließend Kriegsdienst, bevor er von März 1944 bis Oktober 1945 in sowjetischer Kriegsgefangenschaft war. Nach dem Krieg studierte er an der Universität Frankfurt am Main Rechts- und Geschichtswissenschaften und wurde unter Siegfried Reicke mit der Dissertation Die Hexenprozesse in Franken (Hochstift Würzburg und Hochstift Bamberg) zum Dr. iur. promoviert. Er kehrte 1950 nach Würzburg zurück und begann den Vorbereitungsdienst für den höheren bayerischen Archivdienst. 1953 bestand er die Anstellungsprüfung und wurde anschließend Assessor beim Bayerischen Staatsarchiv in München. Dort nahm er an der Ludwig-Maximilians-Universität zugleich eine Anstellung als Wissenschaftlicher Assistent bei Hans Erich Feine an. 1955 erfolgte sowohl an der Universität Würzburg bei Karl Bosl seine Promotion zum Dr. phil. mit der Dissertation Johann von Allendorf – Stiftspropst von St. Burkard und bischöflicher Kanzler (1400–1496) als auch an der Universität München seine Habilitation für Deutsche und Bayerische Rechtsgeschichte. Er war anschließend als Privatdozent, zeitweise als Diätendozent, an der Universität München sowie an der Universität Tübingen tätig. 1957 erhielt er auch die Venia legendi für Bürgerliches Recht.
Merzbacher wurde 1959 als außerordentlicher Professor für Kirchenrecht und deutsches Bürgerliches Recht an die Universität Innsbruck berufen und 1962 zum Ordinarius befördert. 1965 folgte er einem Ruf zurück nach Deutschland, an die Universität Erlangen. Bereits ein Jahr später kehrte er abermals nach Würzburg zurück. Dort wurde er ordentlicher Professor für Rechtsgeschichte an der dortigen Universität und Direktor des Instituts für Deutsche und Bayerische Rechtsgeschichte. An der Würzburger Universität war er viermal Dekan der Rechtswissenschaftlichen Fakultät. Von 1973 bis zu seinem Tod war er zudem Studienleiter bei der Verwaltungs- und Wirtschaftsakademie Würzburg.
Merzbacher war von 1971 oder 1972 bis 1982 Vorsitzender der Konferenz der Dekane der Juristischen Fakultäten in der Bundesrepublik und Westberlin. Außerdem war er Mitglied der Kommission für bayerische Landesgeschichte bei der Bayerischen Akademie der Wissenschaften sowie beim Collegium Carolinum. Für seine Verdienste erhielt er 1978 den Bayerischen Verdienstorden.
Außerdem galt sein Interesse der Heraldik. Er entwarf und zeichnete mehrere Dutzend Gemeindewappen in Unterfranken.

## Veröffentlichungen (Auswahl)
Merzbacher verfasste diverse Artikel für die Neue Deutsche Biographie. 
- Johann von Allendorf. Stiftspropst von St. Burkard und bischöflicher Kanzler (1400–1496). Ein Lebensbild aus dem spätmittelalterlichen Würzburg (= Quellen und Forschungen zur Geschichte des Bistums und Hochstifts Würzburg. Band 11). Schöningh, Würzburg 1955.
- Iudicium provinciale ducatus Franconiae. Das kaiserliche Landgericht des Herzogtums Franken-Würzburg im Spätmittelalter. Beck, München 1956.
- Die Bischofsstadt. Entwicklung und Bedeutung eines mediterran-abendländischen Städtetyps. Westdeutscher Verlag, Köln 1961.
- Die Hexenprozesse in Franken. Beck, München 1957 (= Schriftenreihe zur bayerischen Landesgeschichte. Band 56); 2., erweiterte Auflage: C. H. Beck, München 1970, ISBN 3-406-01982-X.
- als Hrsg.: Julius Echter und seine Zeit. Gedenkschrift zum Anlaß des 400. Jahrestages der Wahl des Stifters der Alma Julia zum Fürstbischof von Würzburg am 1. Dezember 1673 im Auftrag der Bayerischen Julius-Maximilians-Universität. Echter, Würzburg 1973.
- Das Juliusspital in Würzburg. Band II: Rechts- und Vermögensgeschichte. Hrsg. vom Oberpflegamt der Stiftung Juliusspital Würzburg anlässlich der 400jährigen Wiederkehr der Unterzeichnung der Stiftungsurkunde. Stiftung Juliusspital Würzburg, Fränkische Gesellschaftsdruckerei, Würzburg 1979.
- Recht – Staat – Kirche. Ausgewählte Aufsätze. Hrsg. von Gerhard Köbler, Dietmar Willoweit, Hubert Drüppel. Böhlau, Wien/Köln 1989, ISBN 3-205-05031-2.